# Kopf

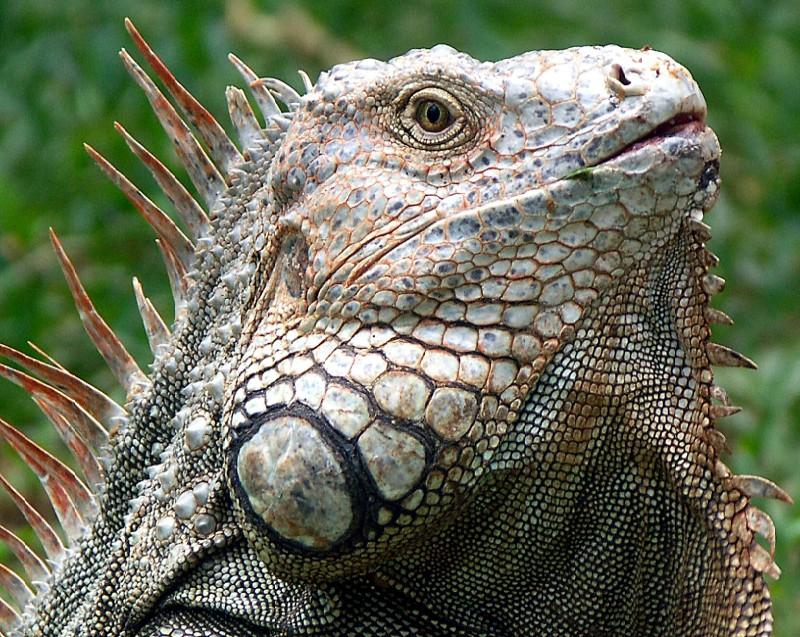
Am Kopf eines Grünen Leguans sind die Öffnung des Mundes und die von Nase, Auge und Ohr erkennbar – mit Sinnesorganen für Schmecken, Riechen, Sehen und Hören

Der Kopf oder das Haupt (lateinisch caput; altgriechisch κεφαλή kephalē) ist der vordere Bereich des Körpers bei Menschen wie Tieren. In der Kopfregion liegt die Mundöffnung umgeben von Mundwerkzeugen und verschiedenen der Nahrungsaufnahme dienenden Organen sowie die wichtigen Fernsinnesorgane des Riechens (Nase), Sehens (Auge), Hörens (Ohr) und des Gleichgewichtssinns (Gleichgewichtsorgan). Im Inneren des Kopfes liegen wesentliche Teile des Zentralnervensystems (Gehirn), bei den Schädeltieren besonders geschützt.
Ein eigentlicher Kopf ist – im Unterschied zum bloßen Kopfende – deutlich vom restlichen Körper, dem Rumpf, abgesetzt. Als Hals wird ein eingeschnürter Abschnitt zwischen Kopf und Rumpf bezeichnet.

## Etymologie
Kopf geht wohl auf eine Entlehnung aus spätlateinisch bzw. gemeinromanisch cuppa „Becher“ zurück. Über die vermittelnde, zuerst im Mittelhochdeutschen fassbare, bildlich übertragene Bedeutung „Hirnschale“ wurde das Wort als Bezeichnung des Körperteils verstanden – ähnlich im Französischen tête zu lateinisch testa („Platte, [Ton]schale“). Erst im Neuhochdeutschen hat sich Kopf gegenüber dem altererbten Wort Haupt (althochdeutsch houbit, mittelhochdeutsch houbet und houpt; urverwandt mit lat. caput) als die gebräuchlichere Körperteilbezeichnung durchgesetzt. Umgangssprachliche Bezeichnungen für den Kopf sind Birne, Schädel, Melle (schwäbisch) oder Grind (alemannisch).

## Evolution des Kopfs

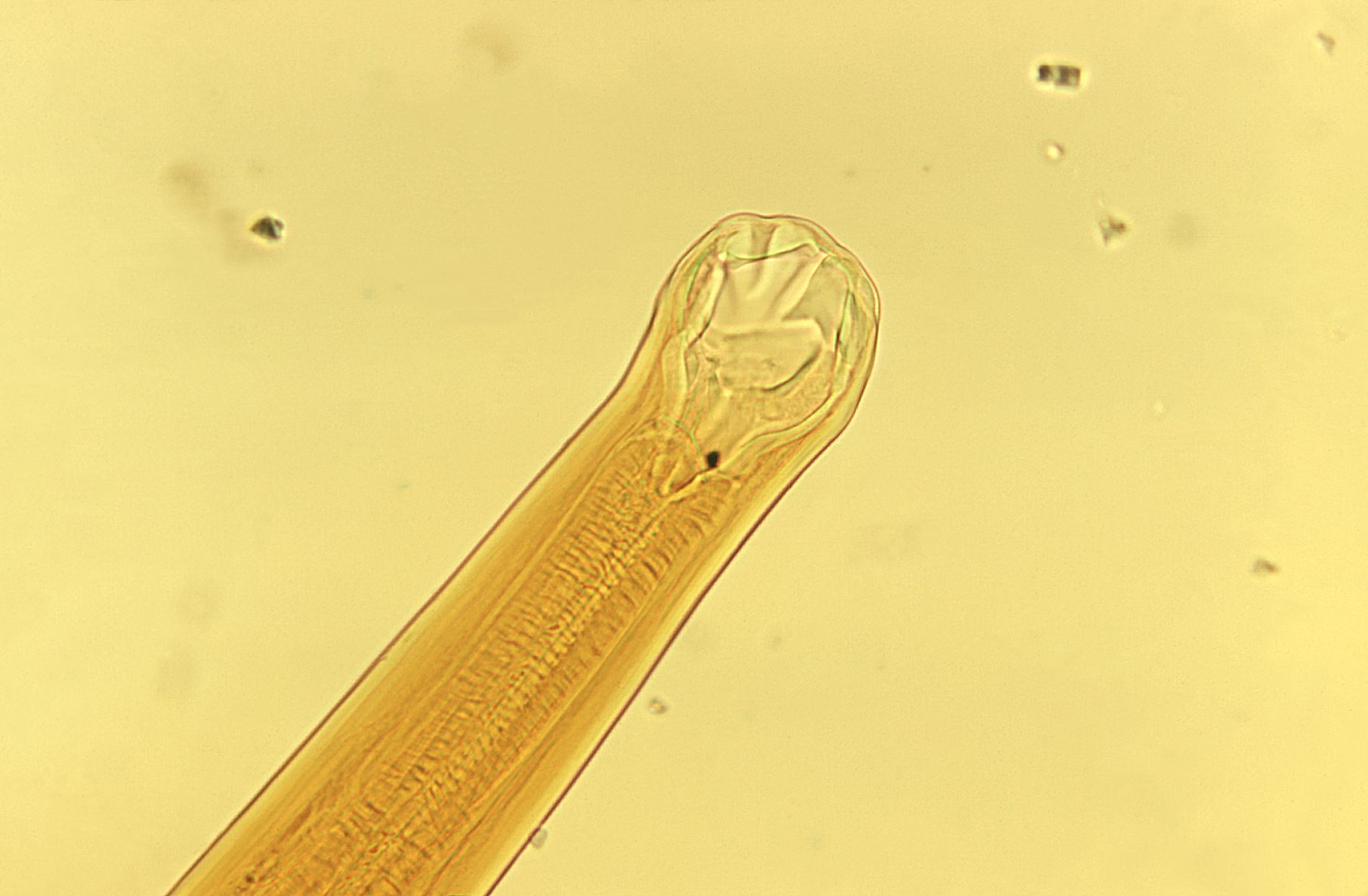
Kopfende des Fadenwurms Ancylostoma braziliense mit Mundöffnung

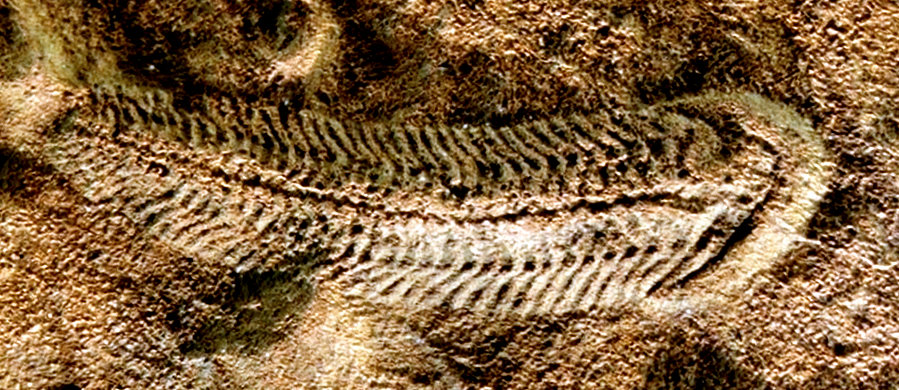
Spriggina flounensi mit möglichem Kopf

Der phylogenetische Entwicklungsprozess, bei dem am Vorderende eines Tieres eine besonders definierte Region ausgebildet wird, in der sich Sinnesorgane, Mundöffnung und Zentralnervensystem sammeln, wird als Cephalisation bezeichnet. Sessile oder radiärsymmetrische Tiere, wie Schwämme und viele Hohltiere oder Stachelhäuter, haben oft kein definiertes Vorderende und besitzen somit auch keinen Kopf. Mit der Ausprägung einer bevorzugten Fortbewegungsrichtung und einer aktiven Nahrungsaufnahme entstand dann ein Körperende, das als erstes mit neuen Umweltreizen in Kontakt kommt, sodass die Ansammlung verschiedener Sinnesorgane an diesem Ende einen evolutionären Vorteil mit sich brachte. Ein Kopf in diesem Sinne findet sich bei einigen Hohltieren (wie den Süßwasserpolypen Hydra) und bei den meisten Bilateria. Ein deutlich abgesetzter eigentlicher Kopf tritt vor allem bei Weichtieren, Gliederfüßern und Wirbeltieren auf. Neben der Konzentration von Sinnesorganen sind häufig auch die Möglichkeiten zur Manipulation der Umgebung im Kopfbereich gebündelt, so die Werkzeuge zur Aufnahme und Zerkleinerung der Nahrung. Mit dieser Ansammlung von Strukturen, die einer nervösen Steuerung bedürfen, kommt es parallel zur Cephalisation auch zu einer Ansammlung des Nervensystems im Kopfbereich bis hin zur Bildung eines Gehirns, ein Vorgang, der als Cerebralisation bezeichnet wird. Die ältesten Fossilien, die eine bilaterale Symmetrie aufweisen, sind bereits aus der Ediacara-Fauna bekannt, so zum Beispiel Spriggina. Allerdings ist bei diesen Tieren oft nicht sicher, ob es sich bei dem abgesetzten Ende tatsächlich um einen Kopf oder um ein Anheftungsorgan handelt. Die Organisation des Körpers entlang der Körperachse und die daraus folgende Unterteilung in Kopf und Rumpf wird durch Hox-Gene gesteuert. Gene, mit denen das Kopfende bei höheren Tieren festgelegt wird, sind Genen verwandt (ortholog), die sich bereits bei Hydra finden, und teilweise sogar bei Schwämmen.

## Köpfe verschiedener Tiergruppen

### Weichtiere (Mollusca)

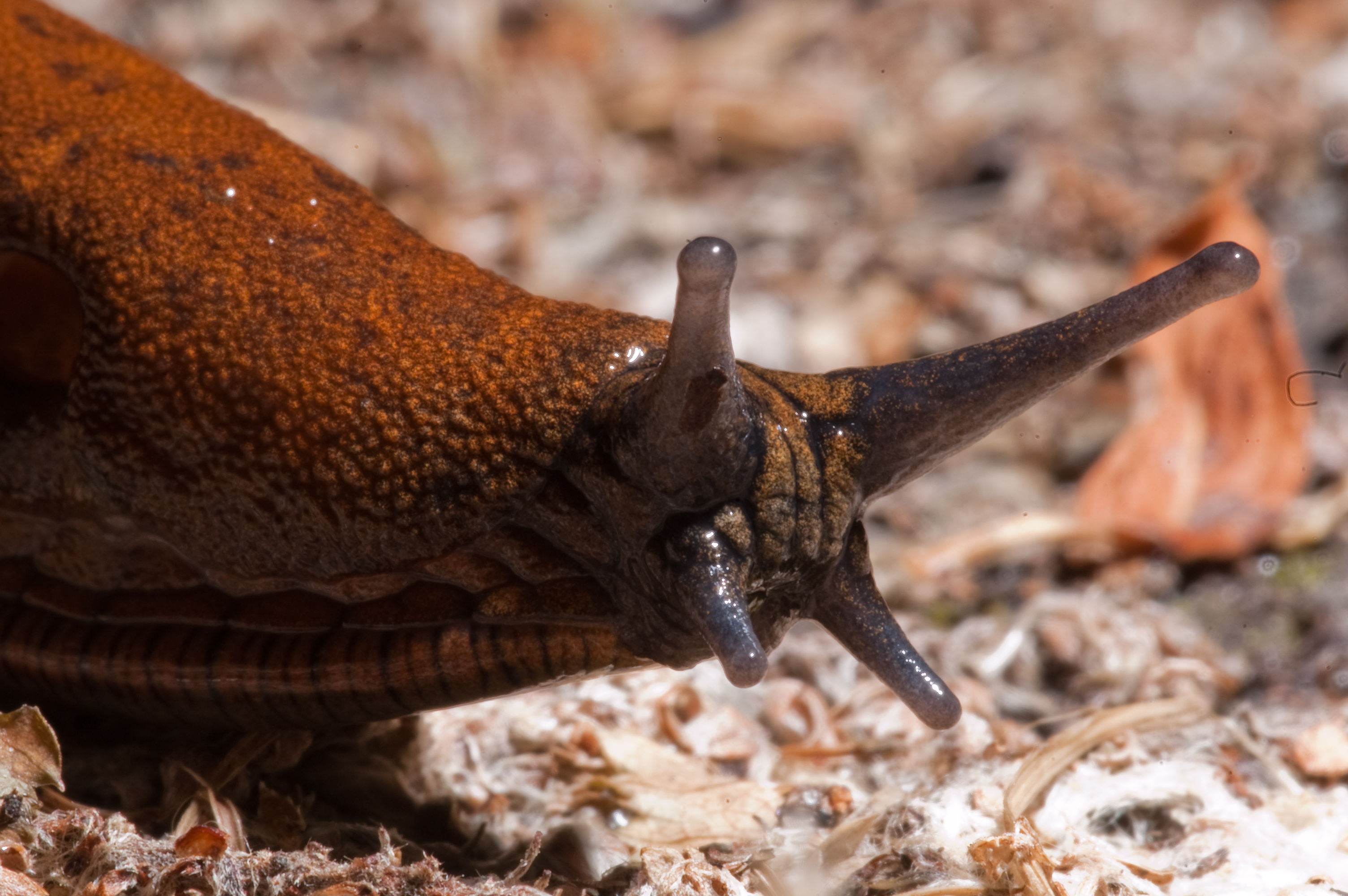
Kopf von Arion lusitanicus mit Augen auf Stielen und Fühlern

Während der Kopfbereich bei Weichtieren immer zentrale Teile des Nervensystems beinhaltet, ist er nur bei den Schnecken und Kopffüßern als eigener, die Augen tragender Körperteil abgesetzt, während ein definierter Kopf bei den Muscheln wahrscheinlich sekundär verloren gegangen ist. Bei Schnecken trägt der Kopf ein Paar Fühler, die Augen, die an der Basis der Fühler oder auf eigenen Stielen sitzen, und häufig weitere Tentakel, die den Mundraum umgeben (Labialtentakel). Der Kopf der Schnecken geht in ganzer Breite in den Fuß über, kann aber durch einen verengten Hals vom Rest des Körpers abgesetzt sein. Bei den Kopffüßern sind Kopf, Arme und Trichter zu einer vom Rest des Körpers abgesetzten Einheit, dem Cephalopodium zusammengefasst, das der Fortbewegung und dem Beutefang dient. Die Kopffüßer weisen die am weitesten entwickelte Cerebralisation und die höchstentwickelten Augen aller wirbellosen Tiere auf und ihr Gehirn ist, analog zum Schädel der Wirbeltiere durch eine knorpelige Kopfkapsel geschützt.

### Gliederfüßer (Arthropoda)

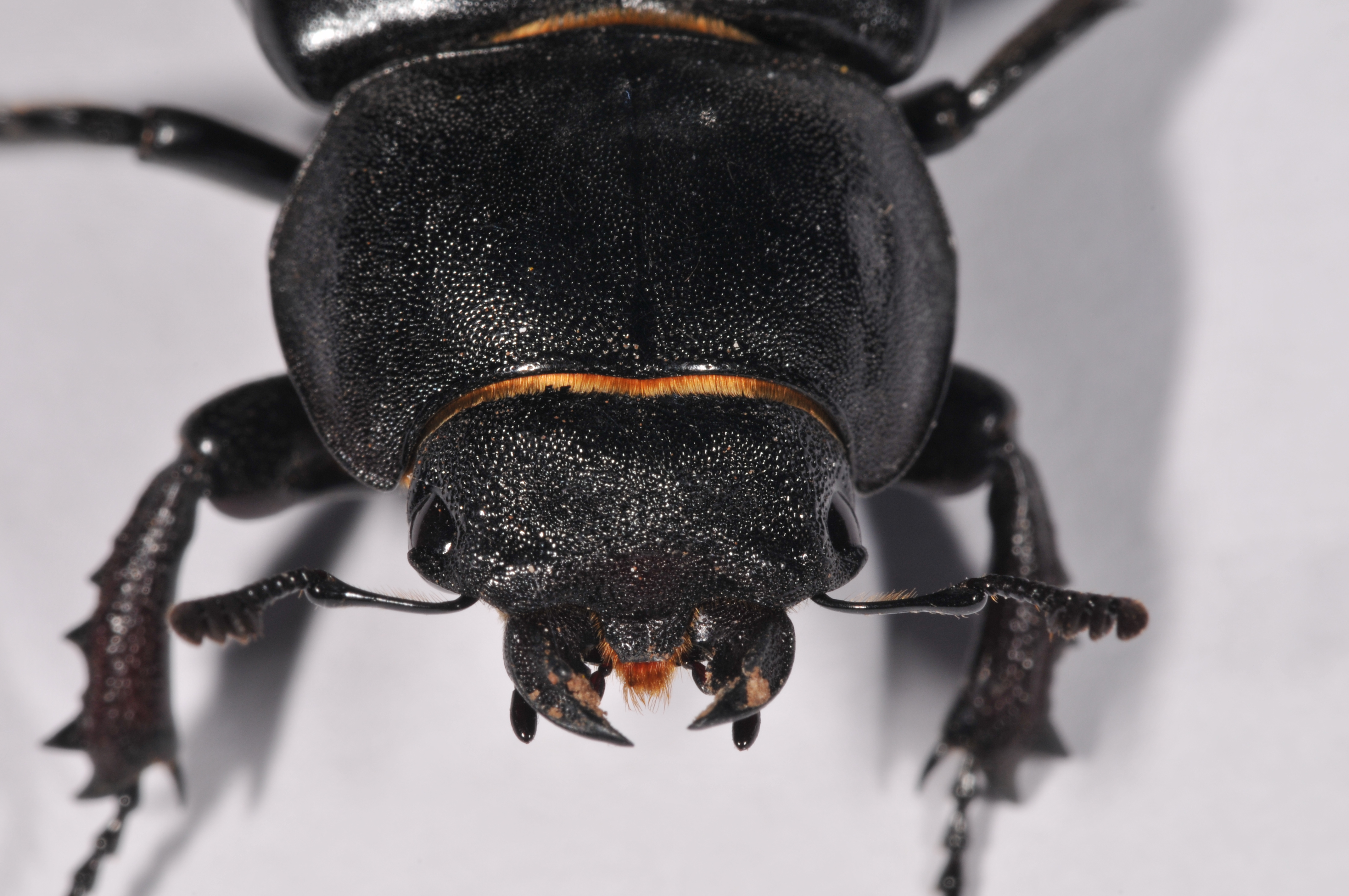
Kopf und Halsschild eines weiblichen Hirschkäfers mit gut sichtbaren Mandibeln, Augen und Antennen

Bei den Gliederfüßern ist die Evolution des Kopfes (hier auch Deutocephalon genannt) in mehreren Schritten verlaufen. Ursprünglich sind mit dem Acron, dem vordersten Körperabschnitt, wahrscheinlich zwei Segmente verschmolzen: Das Praeantennalsegment, dessen Gliedmaßen möglicherweise zum Labrum wurden und das Antennen tragende 2. Segment. Später verschmolz erst ein weiteres Segment, das die 2. Antennen trägt, und dann noch einmal drei weitere Segmente mit dem Kopf, die primär Laufbeine trugen. Die Ganglien der ersten drei Segmente wurden dabei zum Oberschlundganglion, die der folgenden drei zum Unterschlundganglion. Ein Kopf mit Antennen und drei Laufbeinpaaren ist bei den Trilobiten erhalten. Bei den Kieferklauenträgern ist der Körper in einen Vorderkörper (Prosoma) und einen Hinterkörper (Opisthosoma) unterteilt, wobei der sieben oder acht Segmente umfassende Vorderkörper die Sinnesorgane, Mundwerkzeuge und Laufbeine trägt. Bei den Mandibulata ist der Kopf ein einheitlicher Körperabschnitt (Tagma), bei dem die Laufbeine zu Mundwerkzeugen (Mandibeln und Maxillen bzw. Labium) wurden. Bei manchen Krebstieren ist dieser Kopf allerdings mit dem Thorax zu einem Cephalothorax verschmolzen. Bei Insekten werden beim Kopf folgende Abschnitte unterschieden: Clypeus (Kopfschild), Vertex (Scheitel), Genae (Wangen), Occiput (Hinterkopf).

### Wirbeltiere (Vertebrata)

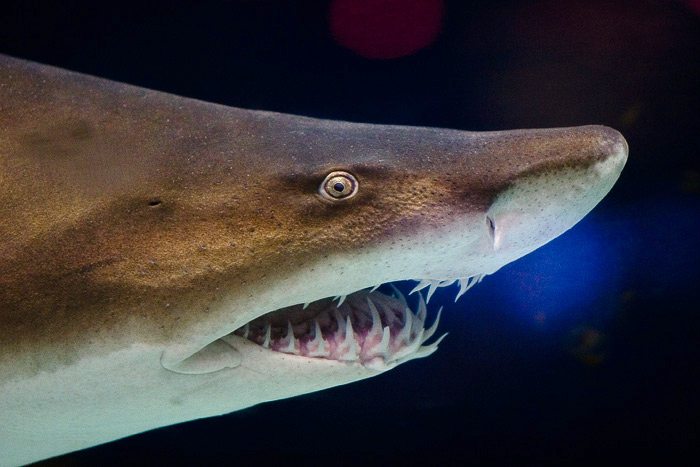
Kopf eines Sandtigerhais mit sichtbarer Mundöffnung, Augen, Nasen- und Ohröffnung

Alle Wirbeltiere sind in Kopf, Rumpf und Schwanz gegliedert, wobei sich der Kopf durch den Besitz eines knorpeligen oder verknöcherten Schädels auszeichnet. Der Kopf der Wirbeltiere ist eine evolutionäre Neuerung gegenüber den schädellosen Chordatieren, nur sein hinterster Abschnitt leitet sich von den vordersten Rumpfsegmenten ab. Der überwiegend aus Zellen der Neuralleiste hervorgehende Schädel kann unterteilt werden in den das Gehirn schützenden Hirnschädel (Neurocranium), den der Nahrungsaufnahme und der Atmung dienenden Gesichtsschädel (Viscerocranium) mit dem Kiefer bei Kiefermäulern, sowie aus dem Bindegewebe gebildeten Deckknochen (Dermatocranium). Im und am Wirbeltierkopf sind die Mundöffnung und zahlreiche Sinnesorgane konzentriert: Nase, Augen, Ohren mit Lagesinn und Geschmackssinn. Ursprünglich und auch heute noch bei Fischen trägt der Kopf die Kiemen und ist gegenüber dem Rumpf relativ unbeweglich. Bei den Landwirbeltieren (Tetrapoda) weist der Kopf dagegen eine Reihe von Neuerungen auf: Eine innere Nasenöffnung (Choane) ermöglicht es, die Nase zusätzlich zum Riechen für das Einatmen einzusetzen; Tränendrüsen befeuchten die Augen und eine fleischige Zunge dient der Nahrungsverarbeitung und trägt Geschmackssinnesorgane. Bei den Amnioten kommen die Ausbildung eines verlängerten Halses und eine erhöhte Beweglichkeit des Kopfes durch die Entwicklung des Atlas-Axis-Gelenks hinzu. Säugetiere haben zudem am Kopf sichtbare äußere Ohrmuscheln und eine ausgeprägte mimische Muskulatur, die eine komplexe Bewegung des Gesichts (Mimik) über die Kiefer- und Augenbewegungen hinaus erlaubt. Bei jungen Wirbeltieren ist der Kopf häufig im Vergleich zum Körper vergrößert, was als Teil des Kindchenschemas auch als Merkmal junger Tiere fungiert.

#### Mensch

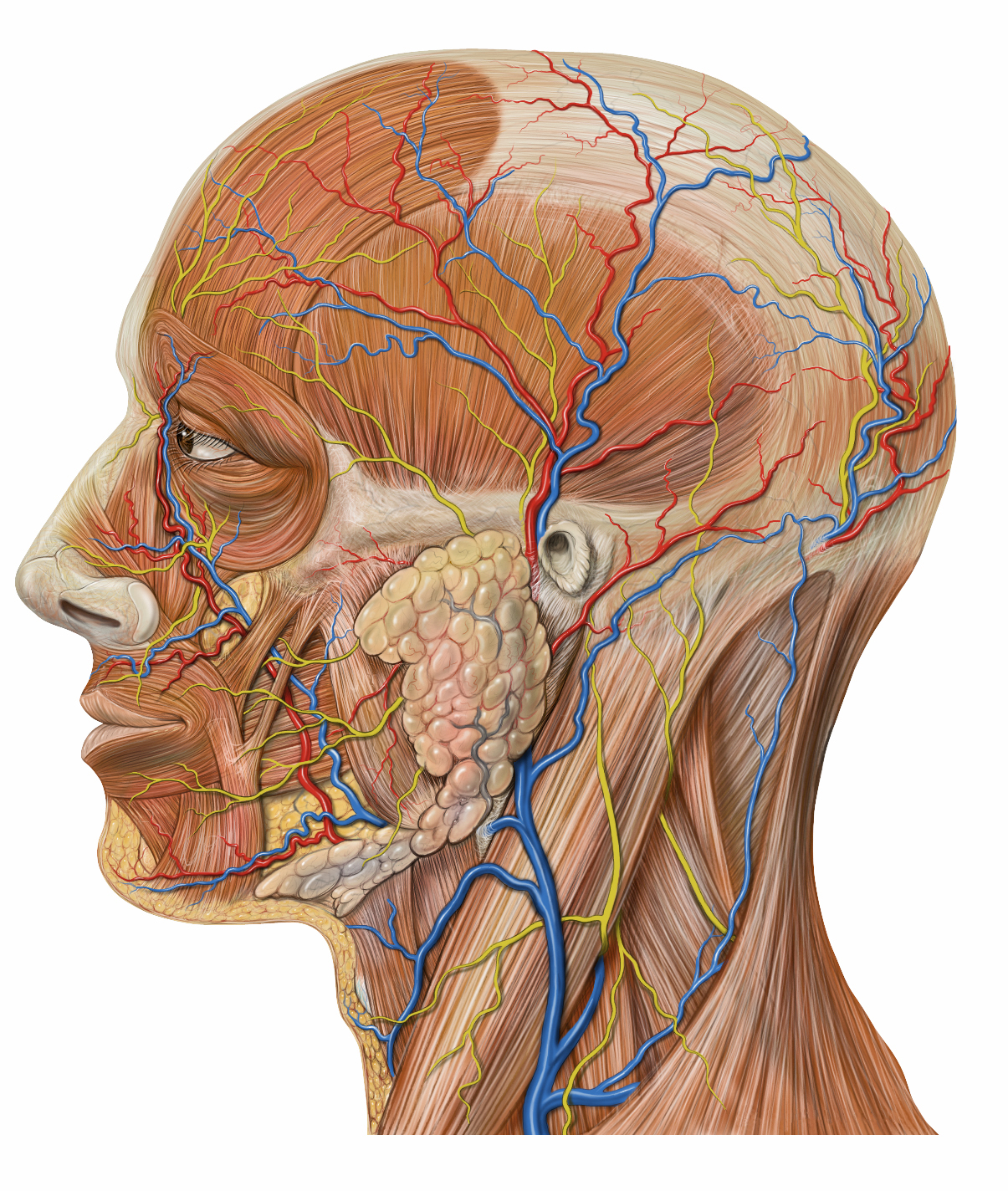
Anatomie des menschlichen Kopfes

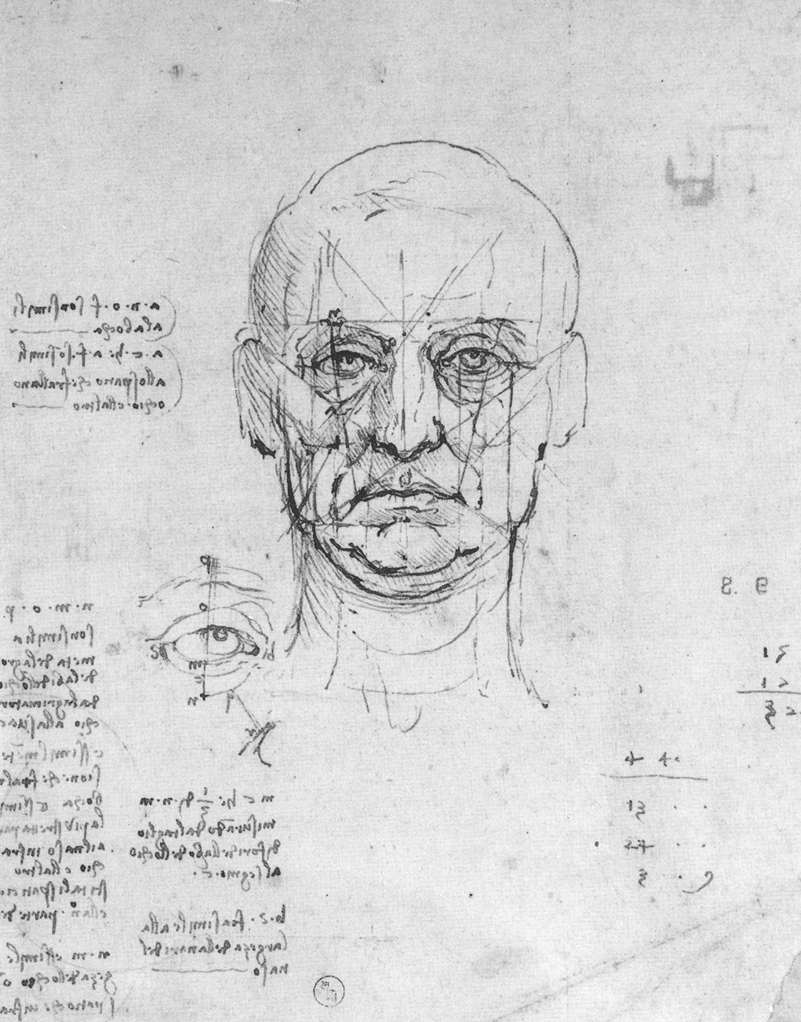
Kopfstudie von Leonardo da Vinci

Der Kopf des Menschen entspricht grundsätzlich dem Säugetierkopf, stellt aber auf Grund des aufrechten Gangs bei normaler Körperhaltung das obere Ende des Körpers dar. Die Augen sind wie bei allen Primaten nach vorn ausgerichtet, und der das große Gehirn schützende Gehirnschädel ist gegenüber dem Gesichtsschädel stark vergrößert und überragt diesen auch auf der Vorderseite des Kopfes, so dass ein insgesamt runder Kopf ohne hervorstehende Schnauze, sondern mit einem relativ flachen, nach vorn weisenden Gesicht gebildet wird. Der Kopf ist bei Neugeborenen so groß, dass er als der Körperteil mit dem größten Durchmesser den Geburtsvorgang bestimmt. Neben den Achselhöhlen und dem Schambereich ist der Kopf der einzige Bereich des menschlichen Körpers, der eine dichte Behaarung aufweist, die in das Haupthaar und das Barthaar der Männer unterteilt werden kann.
Kulturell wird der Kopf häufig als zentrales Merkmal des Menschen betrachtet. Dies drückt sich zum Beispiel in stehenden Redewendungen aus, bei denen der Kopf stellvertretend für den gesamten Menschen oder das einzelne Individuum steht (z. B. „Pro-Kopf-“, „die besten Köpfe“). Auch den Köpfen von Feinden wurde oft eine besondere Bedeutung zugemessen, was sich unter anderem in der Hinrichtung durch Abtrennen des Kopfes vom restlichen Körper (Enthauptung oder Köpfen) und der Zurschaustellung des abgetrennten Kopfes bis hin zur Kopfjagd in manchen Kulturen äußert. Bei menschlichen Darstellungen spielt der Kopf ebenfalls eine große Rolle, wobei er abhängig vom Kulturkreis entweder besonders betont oder stark abstrahiert wird. Kinder beginnen den Menschen gewöhnlich als Kopffüßler ohne Rumpf darzustellen, möglicherweise weil Kopf und Gliedmaßen als wichtigste Elemente des Menschen wahrgenommen werden. Auch später wird der Kopf noch überproportional groß dargestellt. Während der Kopf in der westlichen bildenden Kunst meist eine zentrale Rolle spielt, kann seine Darstellung in anderen Kulturen mehr oder weniger stark tabuisiert sein. Bei frühesten Menschendarstellungen fehlt der Kopf häufig oder er ist auf einen Strich reduziert.
Nach Üben kann der Mensch auf dem Kopf stehen, in der Regel mit den Händen oder Ellbögen auf zwei weiteren Abstützungspunkten. Akrobatisch nur auf dem Kopf gestützt kann auch um die Hochachse rotiert werden. Ein Tragetuch für eine an der Rückenseite getragene Last oder ein Tragring für eine auf dem Kopf balancierte Last sind Hilfsmittel für freihändiges Tragen mit dem Kopf. Ein Akrobat kann mit den Fußgewölben am leichtesten auf dem Kopf eines anderen stehen.